# Voie Del Haisse
La Voie Del Haisse est un petit ruisseau de Belgique, affluent du Monti faisant partie du bassin versant de la Meuse et coulant dans le Pays de Herve en province de Liège.

## Parcours
La Voie Del Haisse prend sa source à environ un kilomètre au sud-sud-ouest du village de Charneux et parcourt plus ou moins deux kilomètres avant de se jeter dans le Monti, un affluent du Rosmel.